# The New York Academy of Sciences
The New York Academy of Sciences er en videnskabelig forening med mere end 25.000 medlemmer i 140 lande.
Foreningen blev oprettet i 1817 med det formål at skabe et forum hvor ledende skikkelser fra videnskab og kultur kunne mødes med visionære folk fra erhvervslivet og det politiske system for derved at opdyrke gode indbyrdes forbindelser til gavn for samfundet.
Foreningen har haft stor succes i sit formål og har talt medlemmer som de amerikanske præsidenter Thomas Jefferson og James Monroe, opfinderen Thomas Edison, og berømte forskere som Louis Pasteur, Charles Darwin, Margaret Mead og Albert Einstein. Også i dag har akademiet mange berømte medlemmer, bl.a. mange modtagere af Nobelprisen.
Foreningen har tre hovedmissioner: At fremme forskning og lærdom, at stimulere og oplyse om videnskaberne, og at promovere løsninger til samfundets globale udfordringer på et videnskabeligt funderet grundlag.
Foreningen virker gennem en udstrakt foredrags- og publikationsvirksomhed.